# Robert Markotić
Robert Markotić (* 7. März 1990 in Đakovo, Kroatien) ist ein kroatischer Handballspieler. Seine Körperlänge beträgt 1,93 m.

## Karriere
Markotić spielte von 2008 bis 2013 für den kroatischen Verein RK Našice. Mit Našice spielte er im EHF-Pokal. Von 2013 bis 2014 war Markotić in Weißrussland für Brest GK Meschkow aktiv, wo er wiederum im EHF-Pokal spielte. Von 2014 bis 2015 spielte Markotić für den französischen Verein Pays d’Aix UC. Von 2015 bis 2016 war er in Norwegen für ØIF Arendal aktiv. Mit Arendal spielte Markotić erneut im EHF-Pokal. Von 2016 bis 2017 spielte er für den israelischen Verein Maccabi Rischon LeZion, mit dem er wiederum im EHF-Pokal antrat. Ab 2017 war Markotić in Slowenien für RK Velenje aktiv. Mit Velenje spielte er in der EHF Champions League, wo er 15 Tore erzielte. Im Februar 2018 wechselte Markotić zum deutschen Erstligisten TVB 1898 Stuttgart. Am 11. Februar 2018 bestritt er in der Auswärtspartie beim TuS N-Lübbecke sein erstes Bundesligaspiel. Zur Saison 2020/21 wechselte er aus der deutschen Handball-Bundesliga zum Viertligisten SG Ratingen 2011 in die Regionalliga Nordrhein.
Im Jahr 2009 wurde Markotić mit Kroatien U-19-Weltmeister.
Markotić bekleidet die Position eines rechten Rückraumspielers.